# Acanthocaudus tissoti
Acanthocaudus tissoti är en stekelart som först beskrevs av Smith 1944.  Acanthocaudus tissoti ingår i släktet Acanthocaudus och familjen bracksteklar. Inga underarter finns listade i Catalogue of Life.